# هرمان سی. ریمیکر
هرمان سی. ریمیکر (انگلیسی: Herman C. Raymaker؛ ‏ ۲۲ ژانویهٔ ۱۸۹۳ – ۶ مارس ۱۹۴۴) کارگردان فیلم و فیلم‌نامه‌نویس اهل ایالات متحده آمریکا بود.
از فیلم‌هایی که وی در آن‌ها نقش داشته‌است، می‌توان به یک پخمه زبل اشاره نمود.